# Vaskorpád
Vaskorpád (szlovénül: Kruplivnik) falu a Muravidéken, Szlovéniában. Közigazgatásilag Felsőlendva községhez (Občina Grad) tartozik.

## Fekvése
Muraszombattól 25 km-re északnyugatra, Felsőlendvától 3 km-re délre a Vendvidéki-dombság (Goričko) területén a Váraljai (Gradski) -patak völgyében szétszórtan fekszik. A völgy alján rétek, mezők, gyümölcsösök, a magasabb részeken erdők, szőlőültetvények találhatók. Talaja a patak mentén homokos, másutt agyagos, márgás kavicsos.

## Története
Vaskorpád azon 73 falu közé tartozott, melyeket I. Lajos magyar király cserélt el 1365-ben Széchy Miklóssal Éleskő és Miskolc uradalmáért, valamint a Szent Péter és Pál apostolok tiszteletére létesült tapolcai apátság kegyuraságáért. Akkor a felsőlendvai uradalom része volt. 1366-ban "Koprinik" néven említik először. 1685-ben Széchy Katalinnal kötött házassága révén Nádasdy Ferenc birtoka lett és egészen a 19. század közepéig a család birtoka maradt.
Iskoláját 1875-ben alapították, de az iskolaépület csak 1888-ban épült fel, addig a tanítás egy magánházban zajlott. A falu a 19. században a Tótsági járás része volt, egyházilag Felsőlendvához tartozott.
Vályi András szerint "KRUPIEVNYIK. Tót falu Vas Várm. földes Ura G. Nádasdy Uraság, lakosai katolikusok, fekszik Felső Lendvához nem meszsze, mellynek filiája, határjában szőleje meg lehetős, és fája elég vagyon."
Fényes Elek szerint "Kroplivnik, vindus falu, Vas vmegyében, a f. lendvai uradalomban: 178 kath., 30 evang. lak."
Vas vármegye monográfiája szerint "Vas-Korpád, 70 házzal és 383 r. kath. vallásu, vend lakossal. Postája Felső-Lendva, távirója Szt.-Gotthárd."
1910-ben 484, túlnyomórészt szlovén lakosa volt. A trianoni békeszerződésig Vas vármegye Muraszombati járásához tartozott. Az első világháború után először a de facto Vendvidéki Köztársaság, majd a Szerb–Horvát–Szlovén Királysághoz csatolták, ami 1929-től Jugoszlávia nevet vette fel. 1941-ben átmeneti időre ismét Magyarországhoz tartozott, 1945 után visszakerült jugoszláv fennhatóság alá. 1961-ben 87 háza és 413 lakosa volt. 1971-ben 80 házában 352 lakos élt. 1991 óta a független Szlovénia része. Lakosságának száma folyamatosan csökken. 2002-ben már csak 199 lakosa volt.

## Nevezetességei
- A Zorger-malom 1929-ben épült, eredetileg hagyományos vízimalomként működött. 1957-ben elektromos berendezéssel szerelték fel és 1977-ig üzemelt.
- A határában álló Fehér kereszt az 1740-es pestisjárvány emlékére épült. Egykor festett képek díszítették.